# KF Llapi Podujeve
Maillots
Actualités
Le Klubi Futbollistik Llapi, plus couramment abrégé en KF Llapi, est un club de football kosovar fondé en 1932 et basé dans la ville de Podujevo.

## Histoire
Le KF Llapi est fondé en 1932. L'équipe joue dans les ligues inférieures du championnat yougoslave. Après la formation de la première division du Kosovo, le club y fait ses débuts lors de la saison 1990-1991. Lors de la saison 2001-2002, il termine à la 13e place et est relégué en deuxième division. En 2003-2004, l'équipe remporte la deuxième division et revient en Super Liga, mais n'est pas restée la saison suivante. Ce n'est qu'en 2015, qu'il revient à nouveau en Super Liga. De la saison 2016-2017 à la saison 2018-2019, le club a pris la 3e place trois fois de suite.
En 2017, le club atteint la finale de la Coupe du Kosovo qu'il perdra aux tirs au but.
Le club remporte son premier titre majeur en battant le KF Dukagjini en finale de la Coupe du Kosovo en 2021, compétition qu'il remportera aussi l'année suivante avec une victoire 2-1 en finale contre le KF Drita devant environ 7000 spectateurs.

## Bilan sportif

### Palmarès
| Compétitions nationales |
| --- |
| - Championnat du Kosovo : - Vice-champion : 2024. - Coupe du Kosovo : - Vainqueur : 2021 et 2022. - Finaliste : 2017 et 2025. - Supercoupe du Kosovo : - Vainqueur : 2021. - Finaliste : 2022. |

### Bilan européen
Le club compte actuellement 4 matchs européens, tous en Ligue Conférence, pour un bilan de 2 nuls et 2 défaites. Après sa deuxième place au championnat kosovar, Llapi jouera donc pour la première fois en Ligue Europa lors de la saison 2024-2025.
Note : dans les résultats ci-dessous, le score du club est toujours donné en premier
| Saison    | Compétition             | Tour            | Club                | Domicile | Extérieur | Total |
| --------- | ----------------------- | --------------- | ------------------- | -------- | --------- | ----- |
| 2021-2022 | Ligue Europa Conférence | Premier tour Q  | KF Shkupi           | 1 - 1    | 0 - 2     | 1 - 3 |
| 2022-2023 | Ligue Europa Conférence | Premier tour Q  | Budućnost Podgorica | 2 - 2    | 0 - 2     | 2 - 4 |
| 2024-2025 | Ligue Europa            | Premier tour Q  | Wisła Cracovie      | 1 - 2    | 0 - 2     | 1 - 4 |
| 2024-2025 | Ligue Conférence        | Deuxième tour Q | Brøndby IF          | 2 - 2    | 0 - 6     | 2 - 8 |

Légende
- Victoire ou qualification pour le tour suivant
- Match nul
- Défaite ou élimination de la compétition